# 山陽中継局
山陽中継局（さんようちゅうけいきょく）は岡山県赤磐市中心部の善応寺山にあるテレビジョン放送の重要中継局及び小規模中継局である。

## 放送区域
地上デジタル放送におけるこの中継局の電波法に定める放送区域（1mV/m）は岡山県赤磐市の一部、約9,700世帯である。具体的には赤磐市のうち旧山陽町のほぼ全域及びそこから旧赤坂町役場（現赤磐市赤坂支所）へ至るいずれも平地部に当たる。全域が金甲山岡山親局の放送区域内でもある。

## 歴史
- 1976年（昭和51年）4月8日 - NHK岡山放送局総合テレビジョン山陽中継局および教育テレビジョン山陽中継局開局。
- 2005年（平成17年）4月4日 - アナアナ変換対策開始に伴い新アナログチャンネル放送開始。
- 2005年（平成17年）5月30日 - アナアナ変換に関わる旧アナログチャンネル停波。
- 2009年（平成21年）8月14日 - 全局地上デジタルテレビジョン放送開始。

### アナアナ変換
この中継局もデジタル放送開始にあわせて全国的に行われた現行アナログチャンネルの移行、いわゆる「アナアナ変換」の対象となり、2005年4月4日より対策を開始、2005年5月30日には旧チャンネルを停波し新チャンネルに移行した。対象となったアナログチャンネルはNHK岡山総合テレビ（48ch→39ch）、NHK岡山教育テレビ（46ch→37ch）、TSCテレビせとうち（28ch→47ch）の3波である。
停波した旧アナログチャンネルのうち46chと28chはこの中継局でRSK山陽放送・OHK岡山放送のデジタルチャンネルとして、48chは隣接する「備前瀬戸中継局」でNHK岡山教育デジタルテレビのチャンネルとして使用されている。

### 地上デジタル放送
この中継局のデジタル化は2009年に入ってからで、この地域の中継局としては後発の部類に入る。なお本放送開始は「中和中継局」と同日である。
2009年7月3日に中国総合通信局より予備免許交付、7月7日より試験放送を開始し、翌月8月14日に本放送を開始した。当初は8月下旬の本放送開始を予定していたが、予定を前倒しし中旬の開局となった。
アナログ放送では在岡4社のみの置局であるが、デジタル放送開始でRNC西日本放送とKSB瀬戸内海放送の在高2社がデジタル新局として開局し、デジタル放送では全局が置局する中継局となる。

## 施設
中継局は赤磐市中心部の東側に位置する標高262mの善応寺山山頂に存在する。

## 地上デジタルテレビジョン放送送信設備
| リモコンキーID                                                          | 放送局名          | 物理チャンネル | 空中線電力 | ERP  | 放送対象地域   | 放送区域内世帯数 |
| ----------------------------------------------------------------------- | ----------------- | -------------- | ---------- | ---- | -------------- | ---------------- |
| 1                                                                       | NHK岡山総合テレビ | 32ch           | 1W         | 5.9W | 岡山県         | 約9,700世帯      |
| 2                                                                       | NHK岡山教育テレビ | 45ch           | 1W         | 5.8W | 全国           | 約9,700世帯      |
| 4                                                                       | RNC西日本放送     | 34ch           | 1W         | 5.6W | 岡山県・香川県 | 約9,700世帯      |
| 5                                                                       | KSB瀬戸内海放送   | 36ch           | 1W         | 5.6W | 岡山県・香川県 | 約9,700世帯      |
| 6                                                                       | RSK山陽放送       | 46ch           | 1W         | 5.5W | 岡山県・香川県 | 約9,700世帯      |
| 7                                                                       | TSCテレビせとうち | 38ch           | 1W         | 5.6W | 岡山県・香川県 | 約9,700世帯      |
| 8                                                                       | OHK岡山放送       | 28ch           | 1W         | 5.6W | 岡山県・香川県 | 約9,700世帯      |
| ※全局局名は山陽局 ※全局に指向性あり ※中継局であるためコールサインは無い |                   |                |            |      |                |                  |

## 地上アナログテレビジョン放送送信設備
| チャンネル                                                                                      | 放送局名          | 空中線電力         | ERP             | 放送対象地域   | 放送区域内世帯数 |
| ----------------------------------------------------------------------------------------------- | ----------------- | ------------------ | --------------- | -------------- | ---------------- |
| 39+                                                                                             | NHK岡山総合テレビ | 映像10W/ 音声2.5kW | 映像68W/音声17W | 岡山県         | -                |
| 37+                                                                                             | NHK岡山教育テレビ | 映像10W/ 音声2.5kW | 映像68W/音声17W | 全国           | -                |
| 47+                                                                                             | TSCテレビせとうち | 映像10W/ 音声2.5kW | 映像68W/音声17W | 岡山県・香川県 | -                |
| 54+                                                                                             | OHK岡山放送       | 映像10W/ 音声2.5kW | 映像68W/音声17W | 岡山県・香川県 | -                |
| 58+                                                                                             | RSK山陽放送       | 映像10W/ 音声2.5kW | 映像68W/音声17W | 岡山県・香川県 | -                |
| ※全局局名は山陽局 ※全局に指向性あり ※中継局であるためコールサインは無い ※全局オフセット+10kHz局 |                   |                    |                 |                |                  |